# Holsten-Brauerei

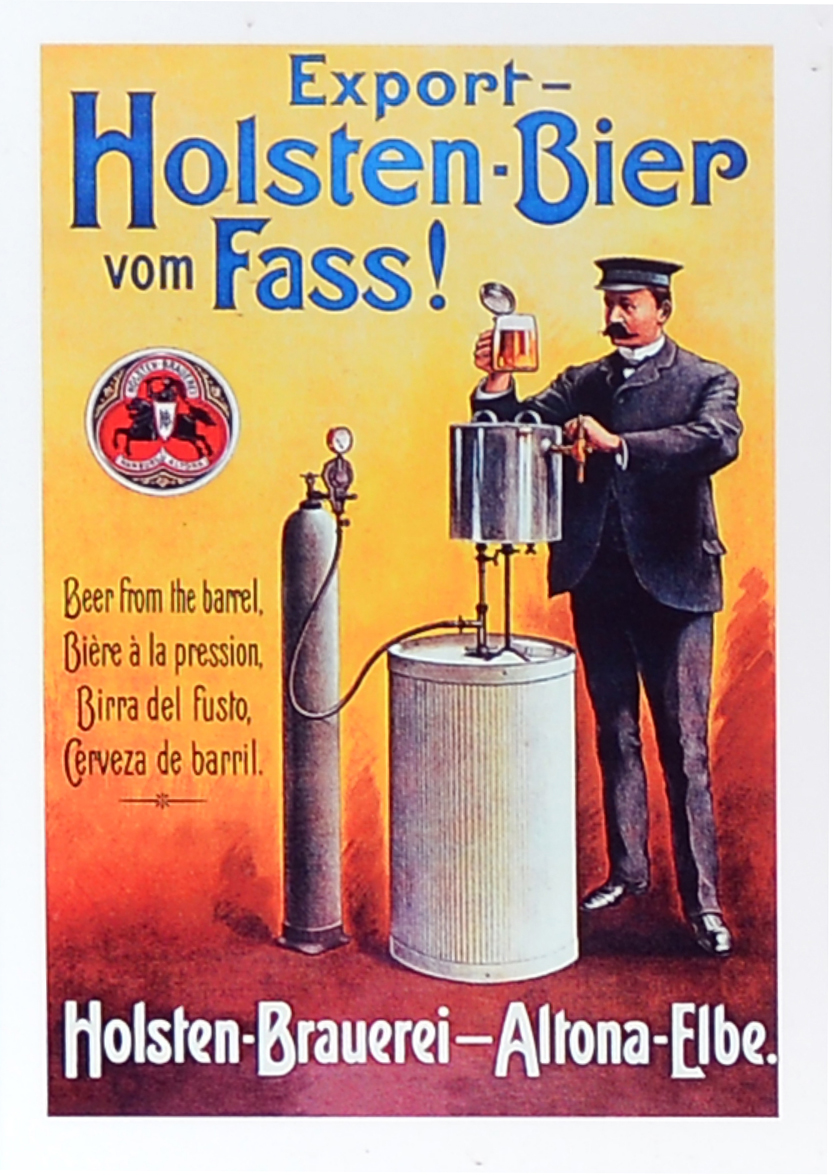
Werbetafel um 1880

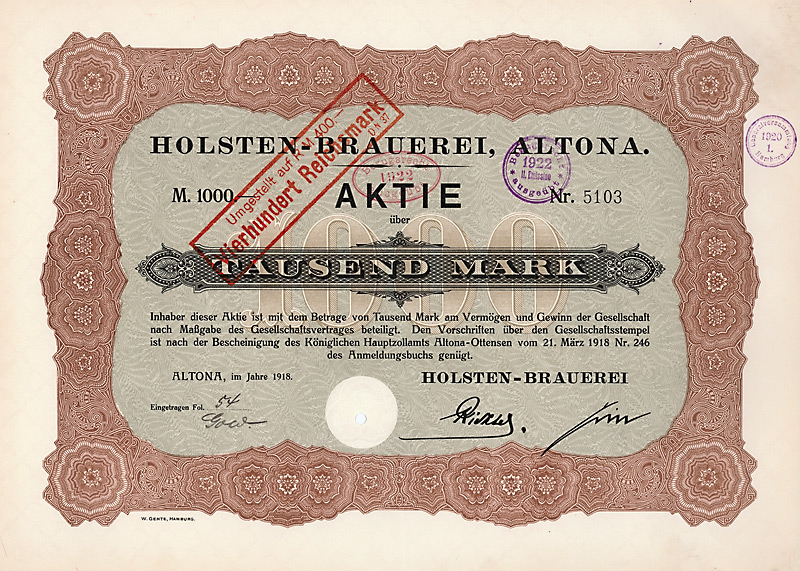
Aktie über 1000 Mark der Holsten-Brauerei von 1918

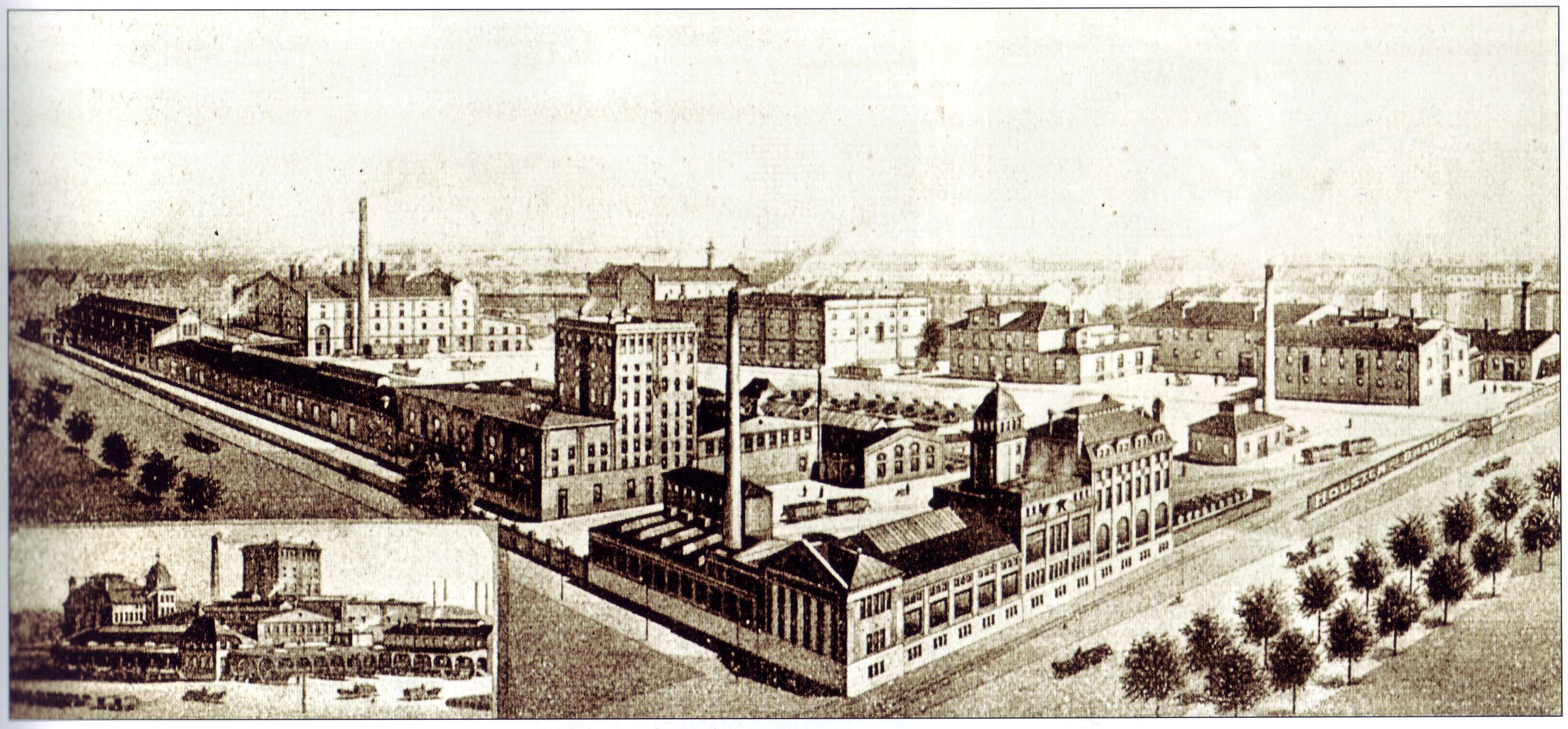
Holstenbrauerei um 1900

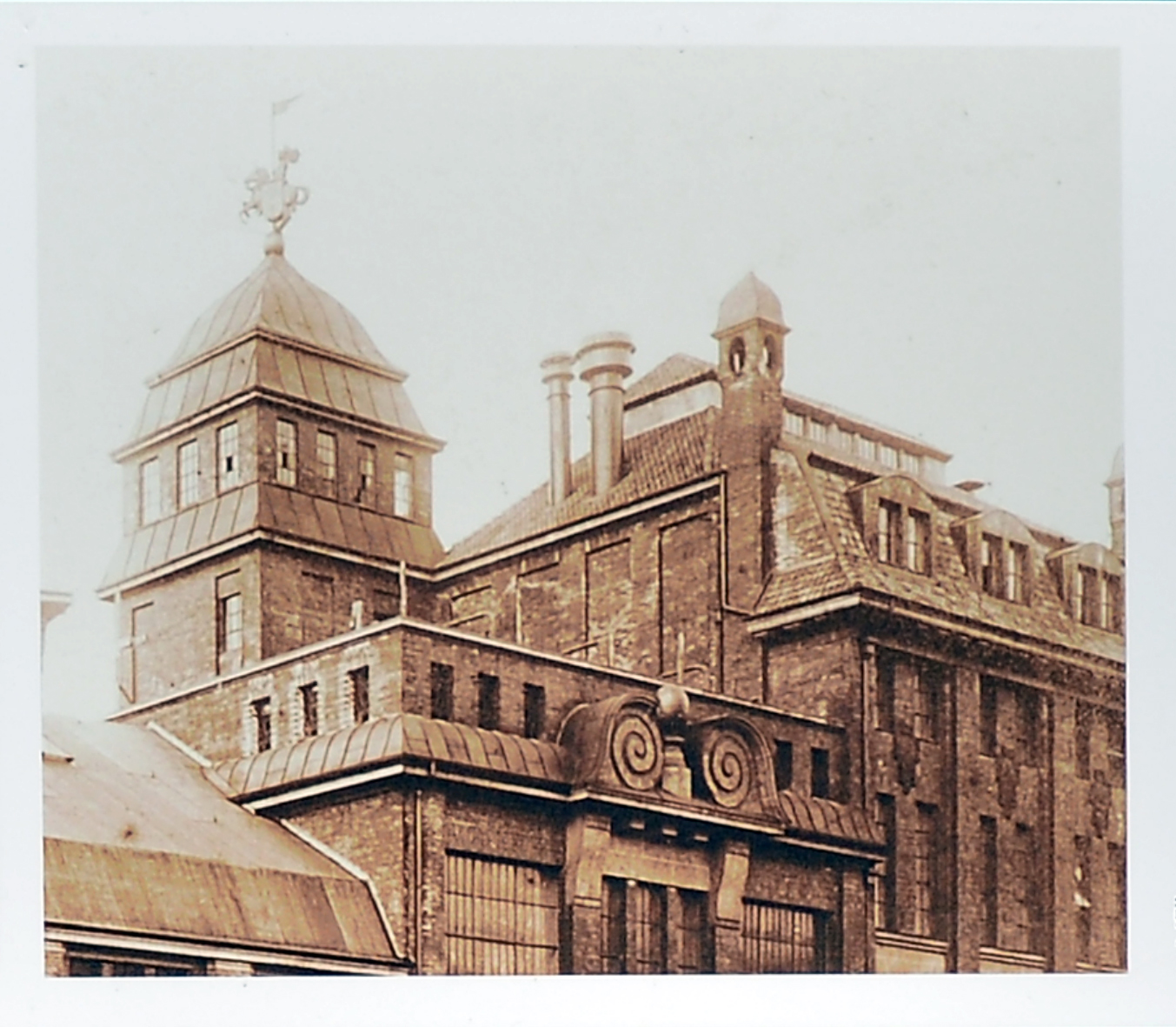
Holsten-Brauerei mit dem „Holsten-Ritter“ um 1880

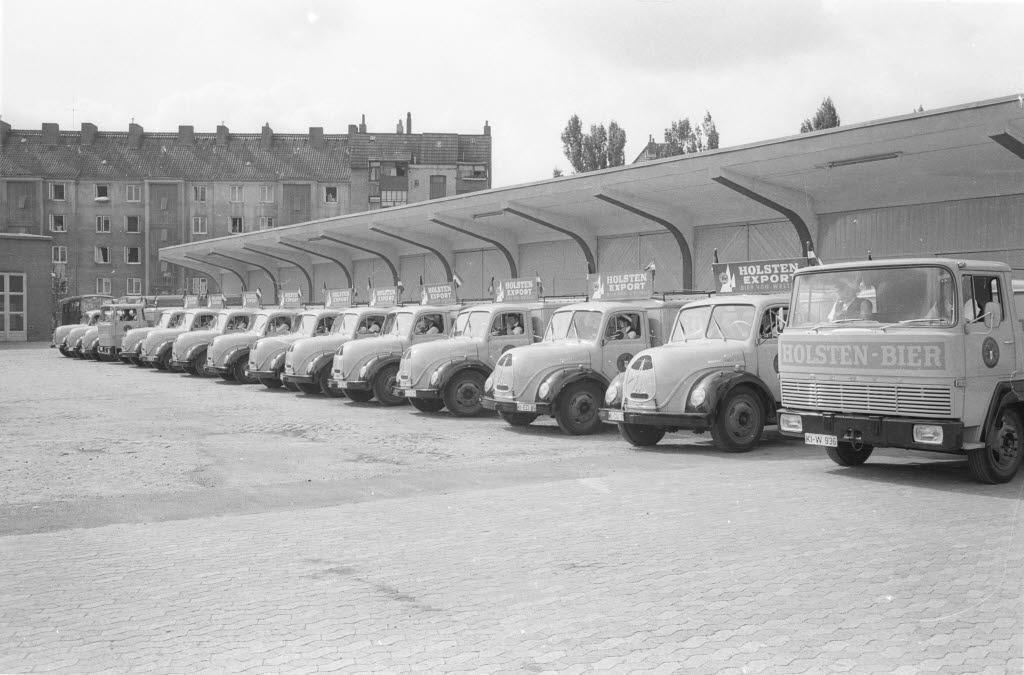
Der historische Fuhrpark der Holsten-Brauerei in Kiel im Jahre 1967, bestehend aus verschiedenen Lastwagen von Magirus-Deutz

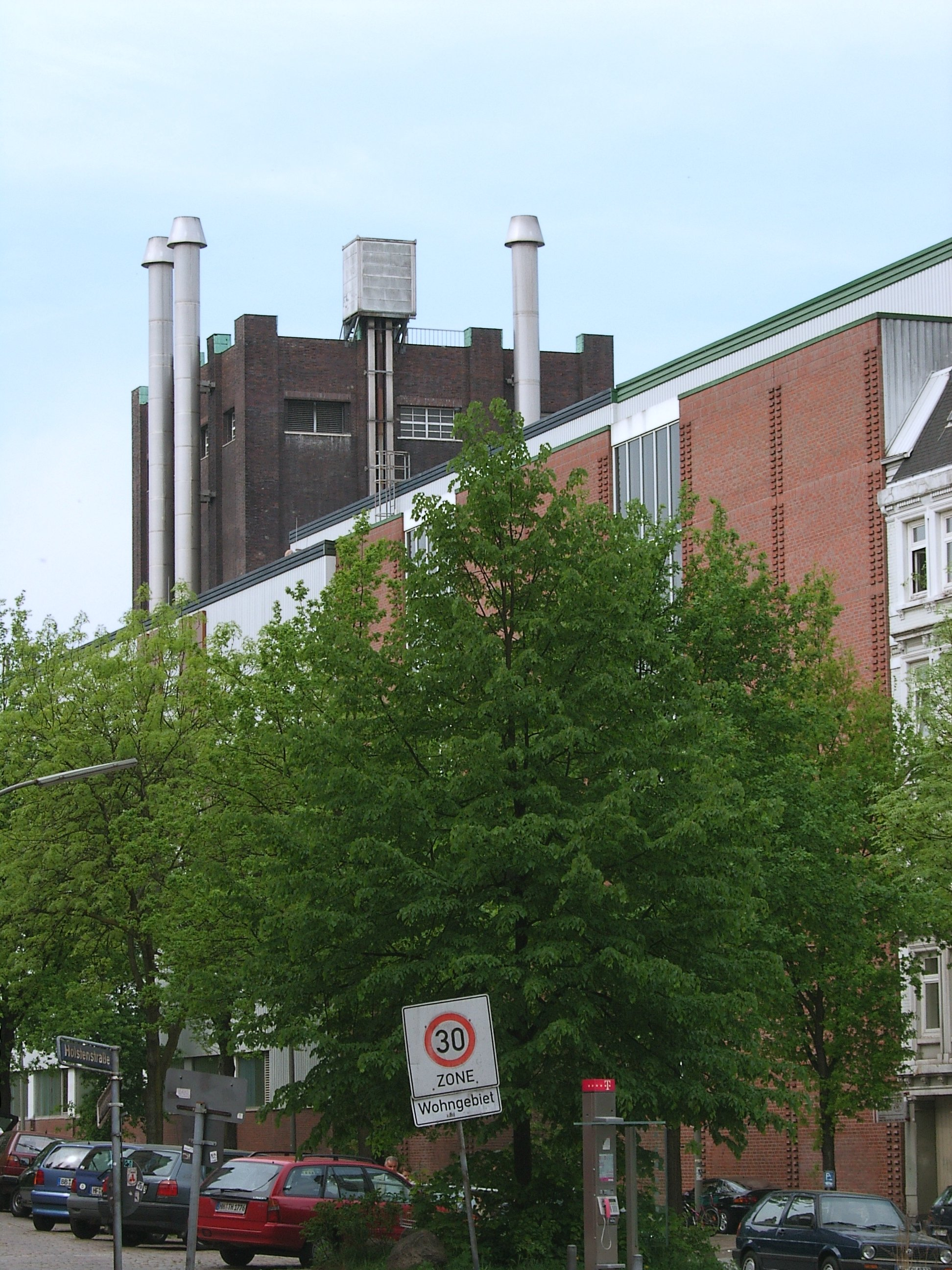
Holstenbrauerei Hamburg

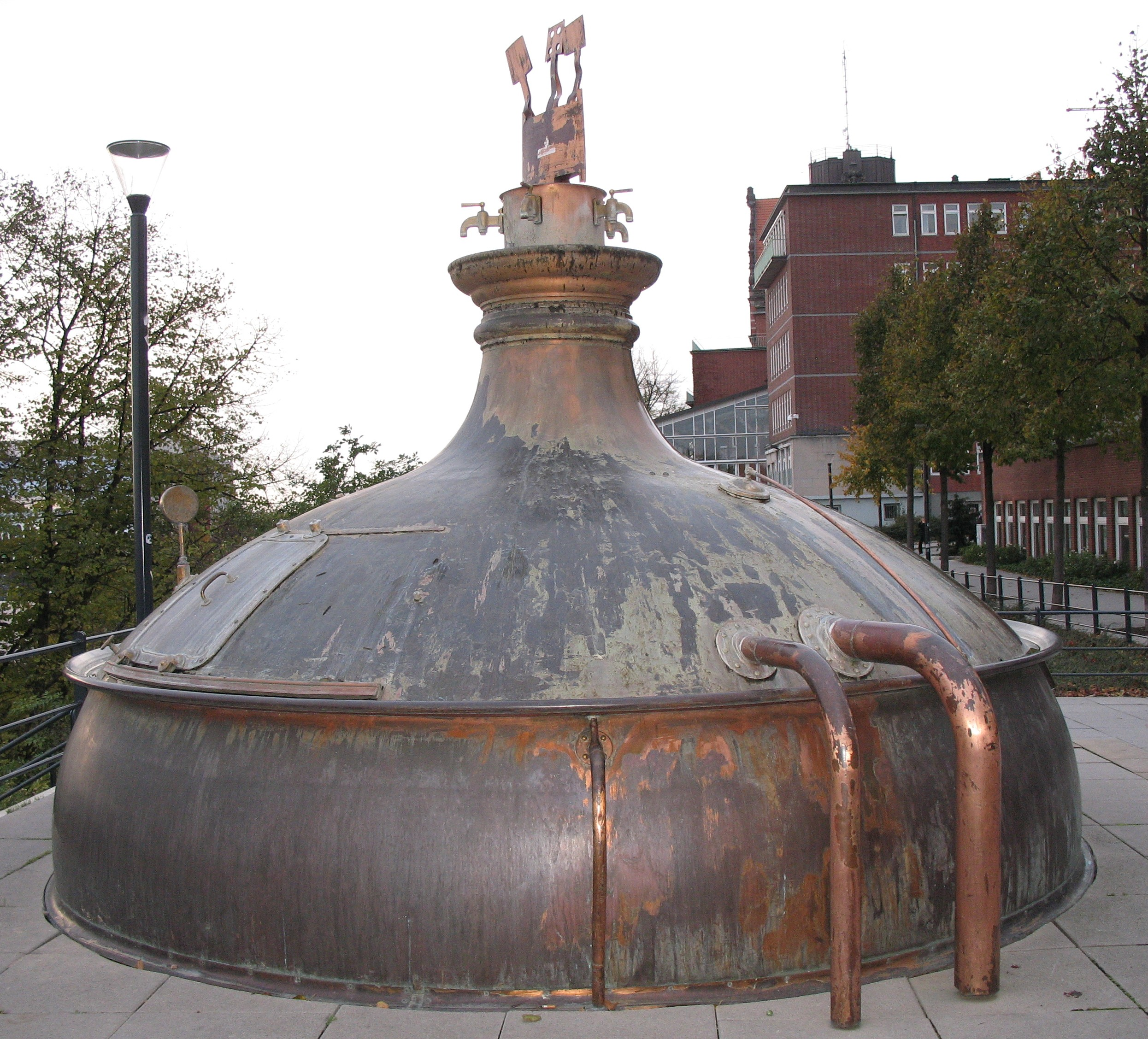
Alte Astra-Sudpfanne

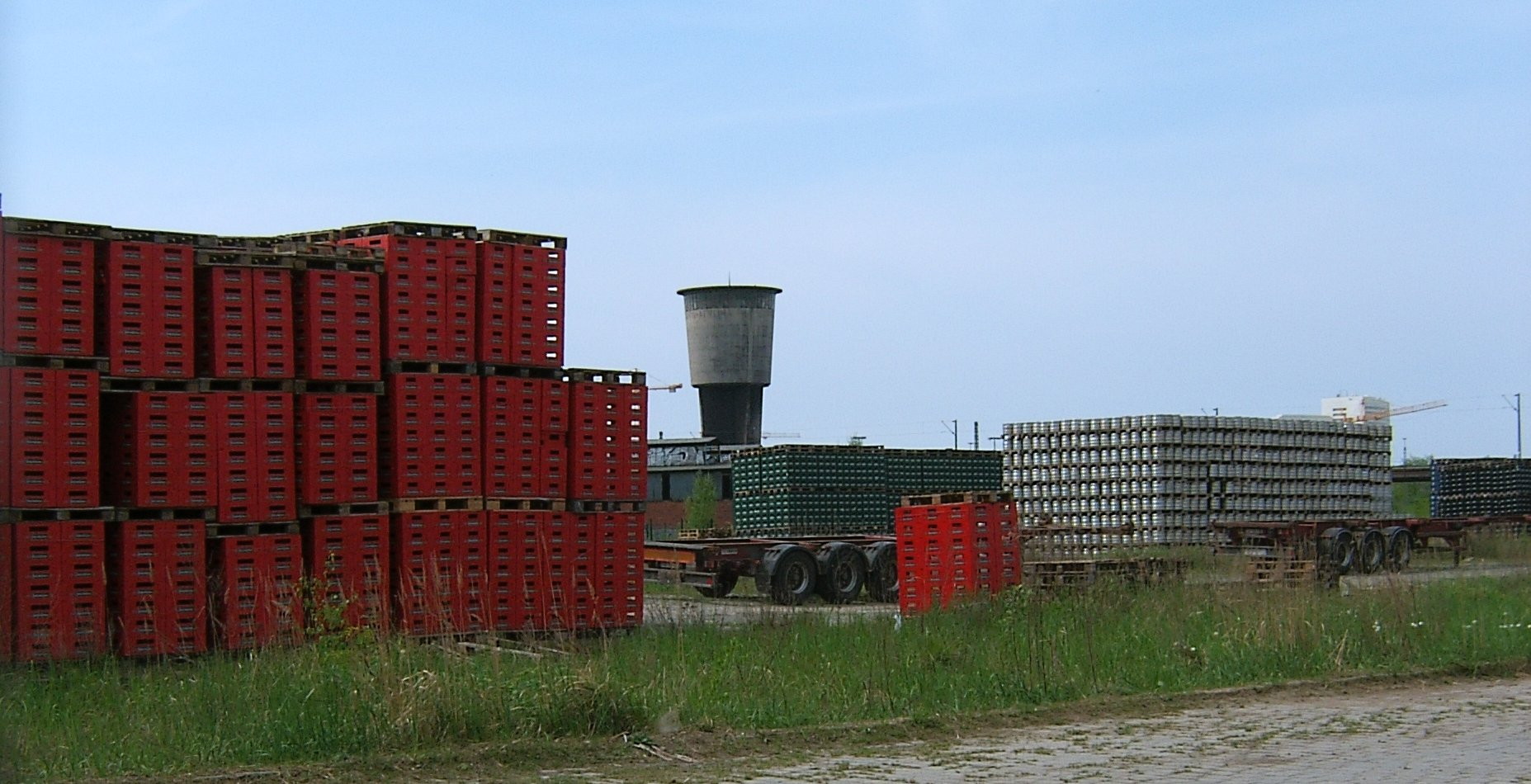
Weite Teile des ehemaligen Güterbahnhofs Hamburg-Altona dienten zum Abstellen von Leergut. Das Wasser der Brunnen, das früher den in Bildmitte sichtbaren Wasserturm der Bahn speiste, wurde zum Brauen des Bieres genutzt.

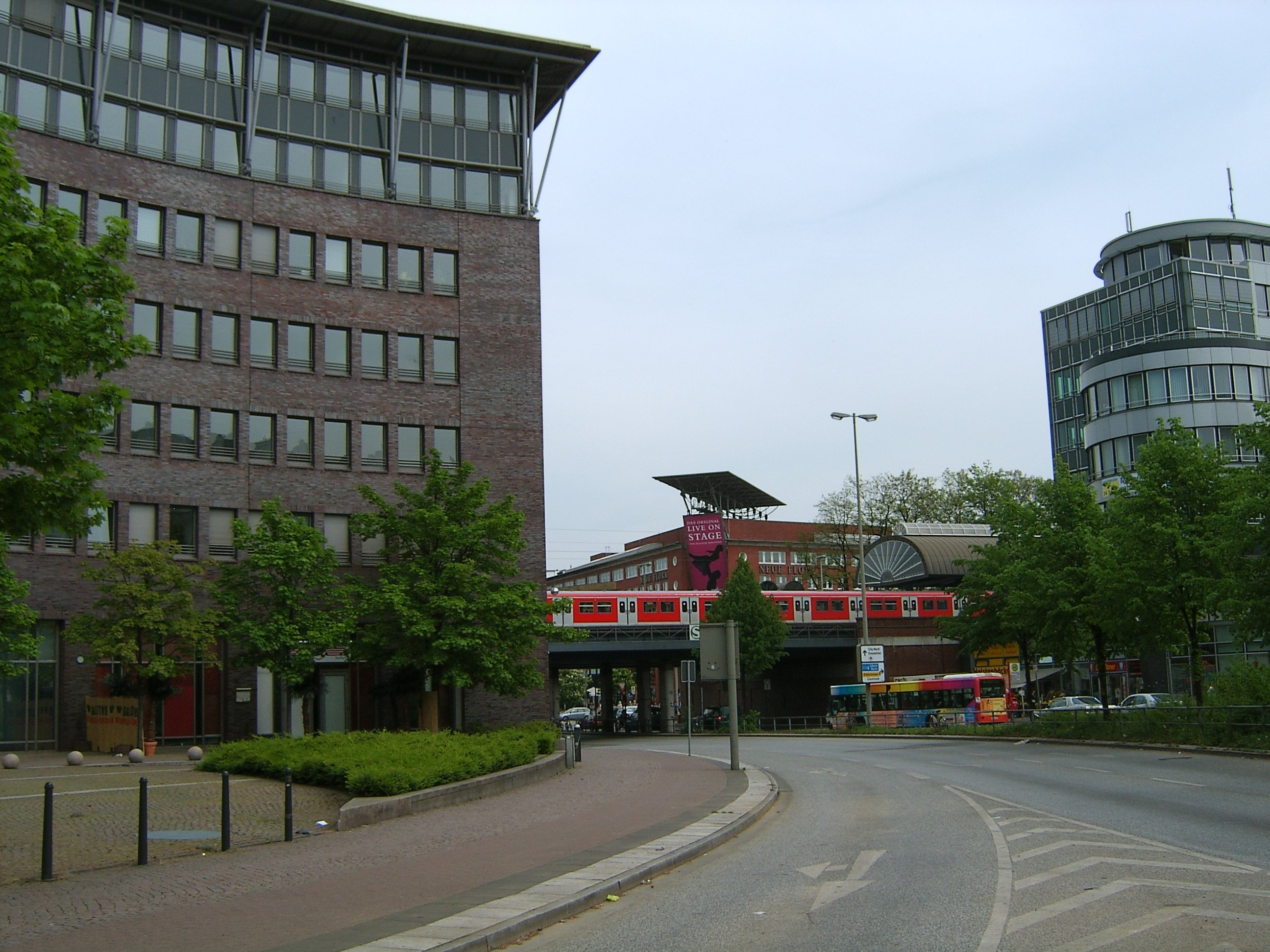
Holstenbrauerei Hamburg – neues Verwaltungsgebäude (links) am S-Bahnhof Holstenstraße, seit 2008 nicht mehr von der Brauerei genutzt

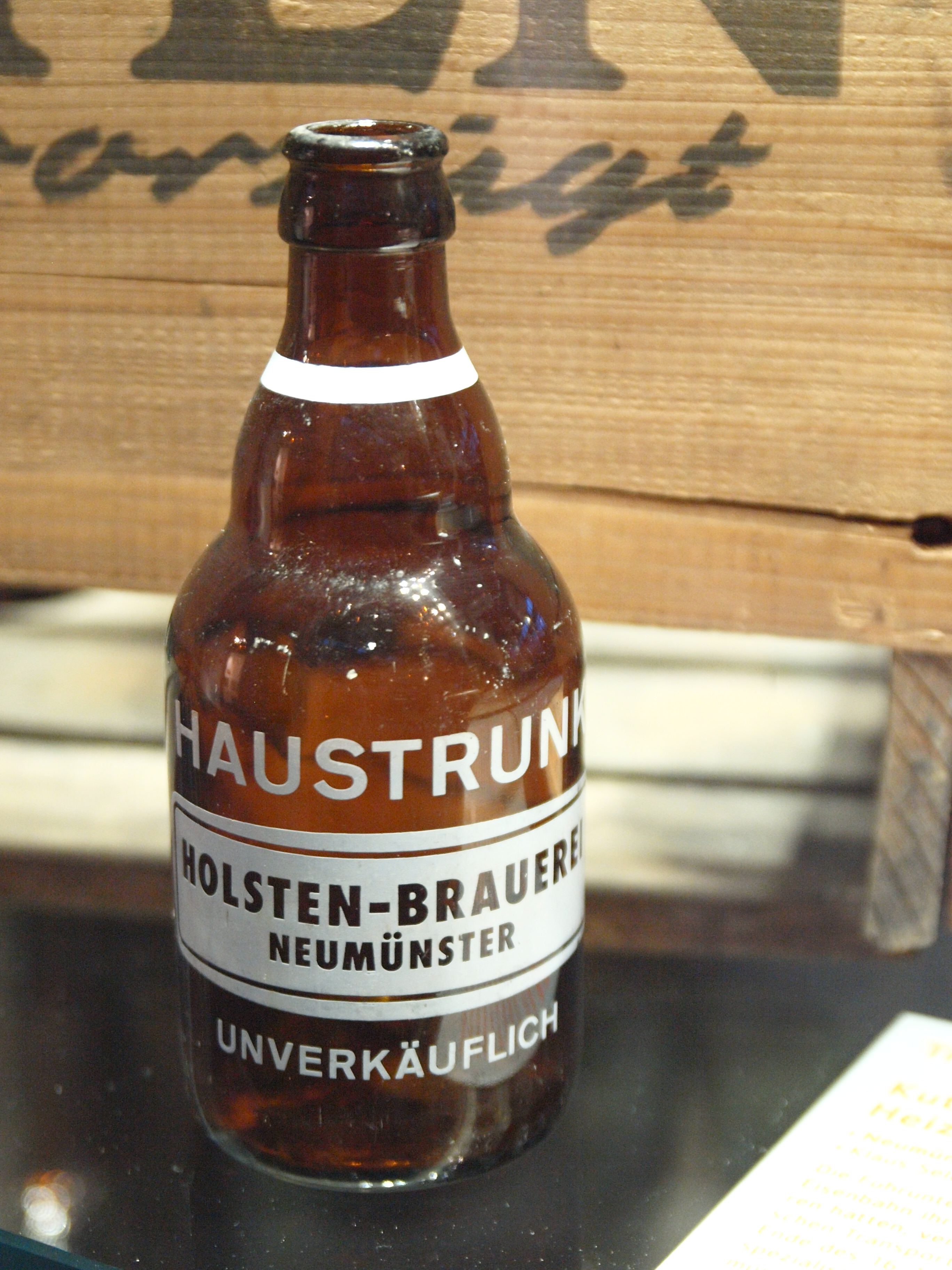
Eine Flasche Haustrunk aus dem Betriebsteil Neumünster

Die Holsten-Brauerei AG ist ein 1879 in der damals holsteinischen Stadt Altona (Elbe) gegründetes Brauereiunternehmen. Es gehört seit 2004 zu Carlsberg Deutschland und hat im heutigen Hamburger Stadtteil Altona-Nord an der Holstenstraße seinen Verwaltungssitz und in Hamburg-Hausbruch seine Braustätte.

## Geschichte
Etwa ein Jahr nach der Gründungsversammlung am 24. Mai 1879 wurde in der Holsten-Brauerei der erste Sud angesetzt. Die erste Verkostung des Holsten-Bieres fand am 6. Mai 1880 statt. Als Warenzeichen diente schon damals ein Ritter auf einem Pferd – das Holsten-Logo. Die ersten 25 Jahre wurde Holsten-Bier hauptsächlich auf dem lokalen Markt (Altona und Hamburg) vertrieben und wurde schnell zum führenden Bierhersteller im Hamburger Raum. Bereits 1881 begann Holsten außerdem mit dem Bierexport und errichtete 1903 in Wandsworth bei London eine Zweigniederlassung mit dem Namen „The Holsten Brewery Ltd.“.
Weiterhin versuchte Holsten in den kommenden Jahren seine lokale Marktposition zu festigen und setzte seine Expansion auf regionaler Ebene durch Übernahme anderer Brauereien fort: 1909 wurde die Brauerei A. Janssen Wwe. übernommen, im Jahre 1914 die Vereinsbrauerei mit ihrer Exportmarke „Bergedorf Beer“, nach dem Ersten Weltkrieg die Brauerei Germania in Wandsbek, die Bergbrauerei Steinbek (1918) sowie das Bürgerliche Brauhaus in Eilbek (1920). 1922 wurde die Brauerei D. H. Hinselmann, 1923 die Brauerei Boës & Berghoff (beide in Neumünster), 1924 die Kieler Schloß-Schifferer-Brauerei übernommen.
Im Zweiten Weltkrieg wurden alle drei Produktionsstätten in Hamburg, Neumünster und Kiel weitgehend zerstört und nach dem Krieg im Rahmen einer grundlegenden Modernisierung wiederaufgebaut. 1952 führte Holsten als innovative Neuerung das Bier in der Dose ein. 1954 erwarb Holsten eine Mehrheitsbeteiligung an der Bremer Germania-Brauerei C. Dressler und war damit nicht nur im schleswig-holsteinischen und Hamburger Raum, sondern auch in Niedersachsen und Bremen präsent.
Aus der Nachkriegszeit stammen auch nicht nur im Hamburger Raum bis in die Gegenwart gebräuchliche, augenzwinkernde Kneipensprüche: „Holsten Edel heißt mein Mädel“, „Holsten knallt am dollsten“ und „Holsten Edel knallt in’ Schädel“ sind Zeichen für enge Kundenbindung an das Hauptprodukt der Brauerei. Zudem ist auch der Begriff „Hopihalido“ (Holsten Pilsener Halbe-Liter-Dose) durch das Lied „Dosenbier macht schlau“ der Band Illegal 2001 und durch Lotto King Karl zum geflügelten Wort geworden.
Die heutige Holsten-Brauerei AG ist formell eine Neugründung aus dem Jahr 2014. Im gleichen Jahr verschmolz die ursprüngliche AG auf eine andere deutsche Carlsberg-Tochter.

### Weitere Stationen der Unternehmensgeschichte
- 1954: Übernahme der Mehrheitsbeteiligung an der Bremer Dreßler-Brauerei
- 1956: Übernahme der Bill-Brauerei AG (Moravia Pils)
- 1957: Verstärkung des Englandgeschäftes
- 1960: Gründung der Hansa Mineralbrunnen GmbH
- 1960er: Übernahme der Dannenberger (Elbe) „Windels“-Brauerei und sofortige Stilllegung, lediglich die Marke „Windels Doppelkorn“ wurde noch einige Jahre fortgeführt. Zum Schluss noch in Lüneburg.
- 1970: Beteiligung an der Kaiser-Brauerei AG in Hannover
- 1972: Mehrheitsbeteiligung an der Kaiser-Brauerei AG Hannover
- 1974: Beteiligung an der Kronen-Brauerei in Lüneburg
- 1976: Einstieg in die Brauerei Feldschlößchen AG in Braunschweig
- 1981: Eingliederung der Brauerei Feldschlößchen AG
- 1986: Schließung des Betriebsteils Neumünster der Holsten-Brauerei
- 1988: Präsentation von Biermarken wie Duckstein
- 1991: Übernahme der heutigen Mecklenburgischen Brauerei Lübz, Lübz (Mecklenburg)
- 1991: Holsten beginnt Foster’s in Lizenz zu brauen und zu vertreiben
- 1992: Übernahme der Sächsischen Brau-Union GmbH, die seit 1995 unter dem Traditionsnamen „Feldschlößchen“ auftritt
- 1994: Schließung des Betriebsteils Kiel der Holsten-Brauerei
- 1998: Übernahme der Bavaria-St.Pauli-Brauerei (Astra (Bier))
- 1999: Einstieg in die hessische Licher Privatbrauerei Jhring-Melchior GmbH & Co. KG
- 2000: Erwerb der König-Brauerei (König Pilsener) in Duisburg
- 2001: Schließung des Betriebsteils Lüneburger Kronenbrauerei in Lüneburg mit gleichzeitiger Verlagerung der Herstellung von Moravia Pils nach Hamburg sowie Aufgabe der Herstellung von Lüneburger Pilsener in Bügelflaschen
- 2003–2006: die Görlitzer Landskronbrauerei gehört vorübergehend zu Holsten
- 2011: Lüneburger Pilsener wird wieder im Kasten (24/0,33 l Longneck) verkauft

### Aktuellere Entwicklungen
Die Zukäufe der letzten Jahre markierten den Versuch, sich angesichts der gewaltigen Konzentrationsprozesse in dieser Branche auf den nationalen und internationalen Märkten selbständig zu erhalten. Dabei hatte die Geschäftsleitung nicht immer eine glückliche Hand, sondern machte sich im Konzern mit den zugekauften Premium-Marken teilweise selbst Konkurrenz. Auch setzte der Holsten-Vorstand entgegen allen Warnungen mancher Aktionäre darauf, dass der Bierabsatz in Dosen und PET-Flaschen trotz der absehbaren Pfandeinführung für Einwegverpackungen (2003) weiter steigen würde und erweiterte sogar noch seine entsprechenden Abfüllkapazitäten. Diese Unternehmensstrategie scheiterte: seit 2004 ist die Holsten-Brauerei AG ein Tochterunternehmen der Carlsberg-Brauerei. Diese hatte sich im Vorfeld der Übernahme mit der Bitburger Brauerei darauf verständigt, die Beteiligung an der Licher Privatbrauerei und die Brauerei König an diese weiterzuverkaufen. Außerdem wurden 2005 die restlichen, in Streubesitz verbliebenen Holsten-Anteile aufgekauft (Squeeze-out-Verfahren, ein aktienrechtlich zulässiger Zwangsverkauf). 2005 übernahm die Holsten-Brauerei AG den Getränkefachgroßhandel Göttsche Getränke in Hamburg.
2006 wurde auch die Landskron-Brauerei verkauft. 2009 hat Holsten die Brauerei in Braunschweig an Oettinger verkauft. Zum 1. Januar 2011 hat Holsten die Brauerei in Dresden an die Frankfurter Brauhaus GmbH verkauft, einschließlich aller Rechte an der Marke Feldschlößchen. Damit verfügt Holsten nur noch über zwei Standorte in Deutschland (Hamburg und Lübz) und vertreibt acht Marken (Holsten, Carlsberg, Astra, Duckstein, Lübzer, Grenzquell, Moravia und Lüneburger).
Von 2011 bis 2018 gab es jährlich das Holsten Brauereifest auf dem Freigelände der Brauerei.
Anfang 2016 gab Carlsberg bekannt, dass die Produktion des Bieres 2019 von Altona-Nord nach Hausbruch verlegt werden soll. Das Grundstück der Braustätte in Altona-Nord soll für Wohnungsbau genutzt werden.
Am 4. November 2019 erfolgte die feierliche Inbetriebnahme der neuen Produktionsstätte.

## Kennzahlen
2003
- Getränkeabsatz: 12,9 Mio. Hektoliter
  - Davon Bier: 9,1 Mio. Hektoliter
  - Alkoholfreie Getränke: 3,8 Mio. Hektoliter
- Anzahl der Mitarbeiter (Jahresdurchschnitt): 2840
  - Bereich Bier: 2571
  - Bereich alkoholfreie Getränke: 269
- Umsatz ohne Biersteuer: 752,091 Mio. Euro

2005
- Getränkeabsatz: 6,8 Mio. Hektoliter
- Anzahl der Mitarbeiter (Jahresdurchschnitt): 1523
- Umsatz ohne Biersteuer: 361,8 Mio. Euro

2020
- Anzahl der Mitarbeiter (nur Produktion): 190
- 80 Prozent werden in Flaschen, die übrigen 20 Prozent in Fässer abgefüllt[9]

## Produkte
Holsten stellt unter anderen folgende Biere her:
- Holsten Pilsener (alc. 4,8 % vol.)
- Holsten alkoholfrei
- Holsten Export (alc. 5,2 % vol.)
- Holsten Bernstein Lager (alc. 4,6 % vol.)
- Holsten Edel (alc. 4,9 % vol.)

- Astra Urtyp (alc. 4,9 % vol.)
- Astra Rotlicht (alc. 6,0 % vol.)

Astra-Logo

- Astra Kiezmische (alc. 2,5 % vol.)
- Astra Rakete (alc. 5,9 % vol.)